# Tatiana Stepa
Tatiana Stepa (Lupeni, 21 de abril de 1963 – Bucarest, 7 de agosto de 2009) fue una cantante rumana. 
Stepa estudió arquitectura en Bucarest pero se dedicó a su carrera musical en 1982 con Cenaclul Flacăra en el estadio Făgăraș.
Stepa murió en el Hospital Militar de Bucarest después de una larga lucha con un cáncer cervical, y fue enterrada en el Cementerio de Bellu.